# Vondur
Vondur (VON dur) — блэк-метал-группа, образованная участниками групп Abruptum и Ophthalamia Тони «It» Сярккой и Джимом «All» Бергером в 1993 году. Они выпустили один полноформатный альбом Striðsyfirlýsing и мини-альбом The Galactic Rock N' Roll Empire на лейбле Necropolis Records. Мини-альбом содержал две новые песни, кавер-версии песен Bathory, Judas Priest, Mötley Crüe и Элвиса Пресли и перезаписанные версии песен «Dreptu Allur» и «Hrafnins Auga Er Sem Speglar á Botni Af Satans Svartasalur», которые были переведены с исландского на английский «Kill Everyone» (рус. Убей Всех) и «The Raven’s Eyes Are as Mirrors of the Bottom of Satan’s Black Halls» (рус. Глаза Ворона Как Зеркала Подножий Чёрных Залов Сатаны).

## Состав
- It (Тони Сярккя) — гитара, бас-гитара, скрипка, вокал
- All (Джим Бергер) — вокал

### Сессионные участники
- Майкл Болин — клавиши, программирование

## Дискография

### Студийные альбомы
- 1995 — Striðsyfirlýsing

### Мини-альбомы
- 1996 — The Galactic Rock N' Roll Empire

### Компиляции
- 2011 — No Compromise

### Демоальбомы
- 1994 — Uppruni Vonsku